# Pasmo Barnasiówki

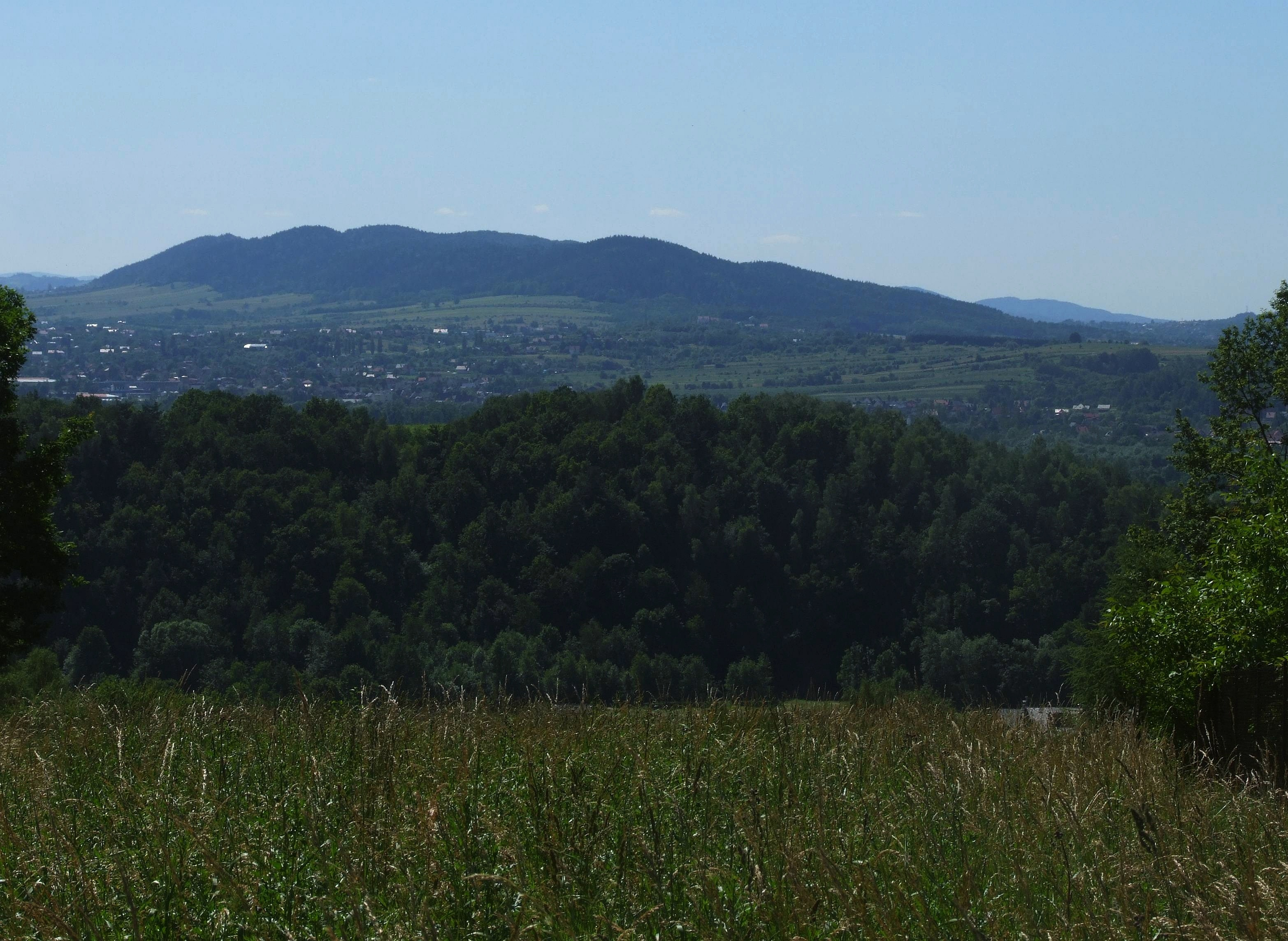
Pasmo Barnasiówki i leżące u jego podnóża Myślenice

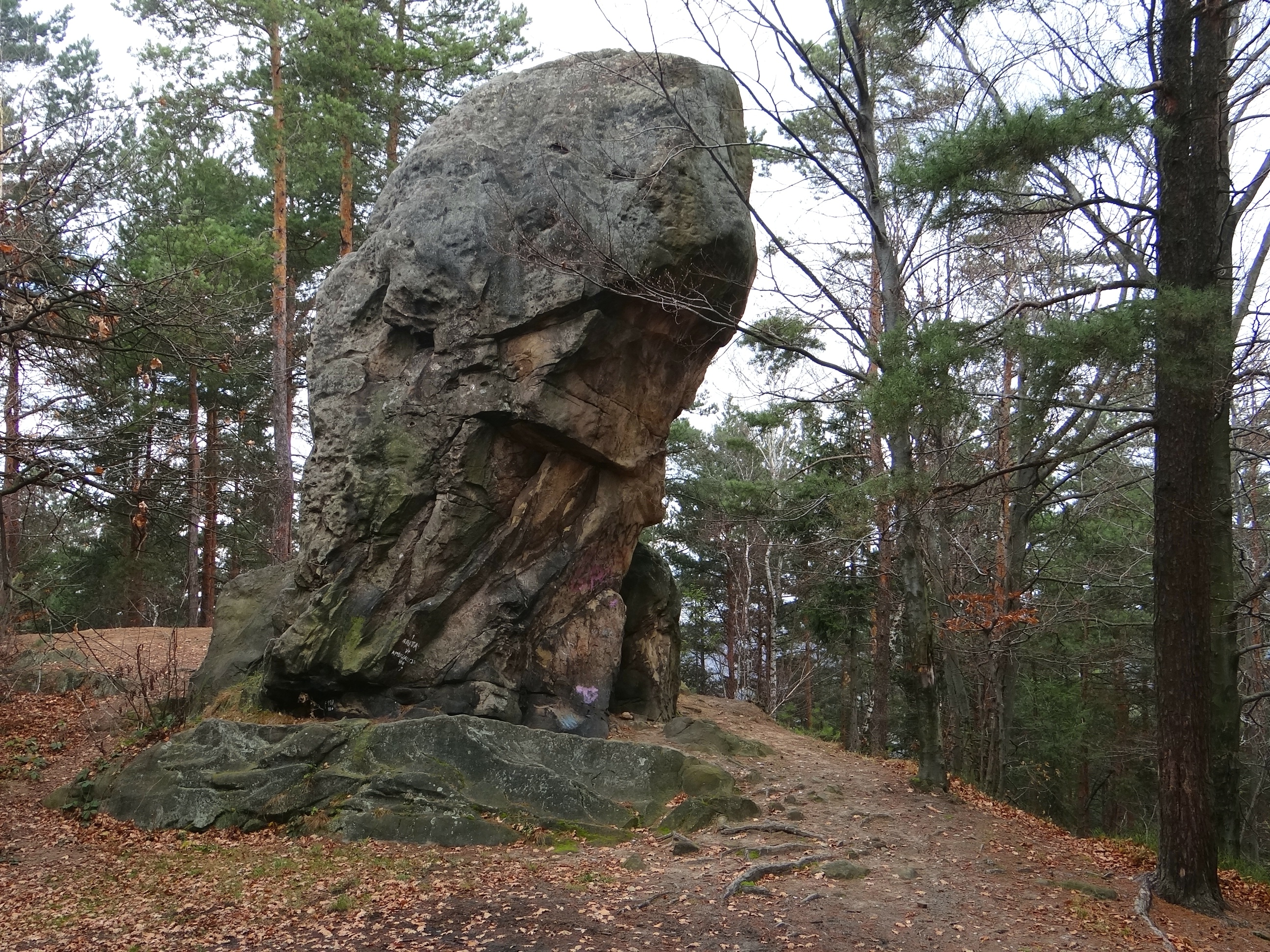
Diabelski Kamień

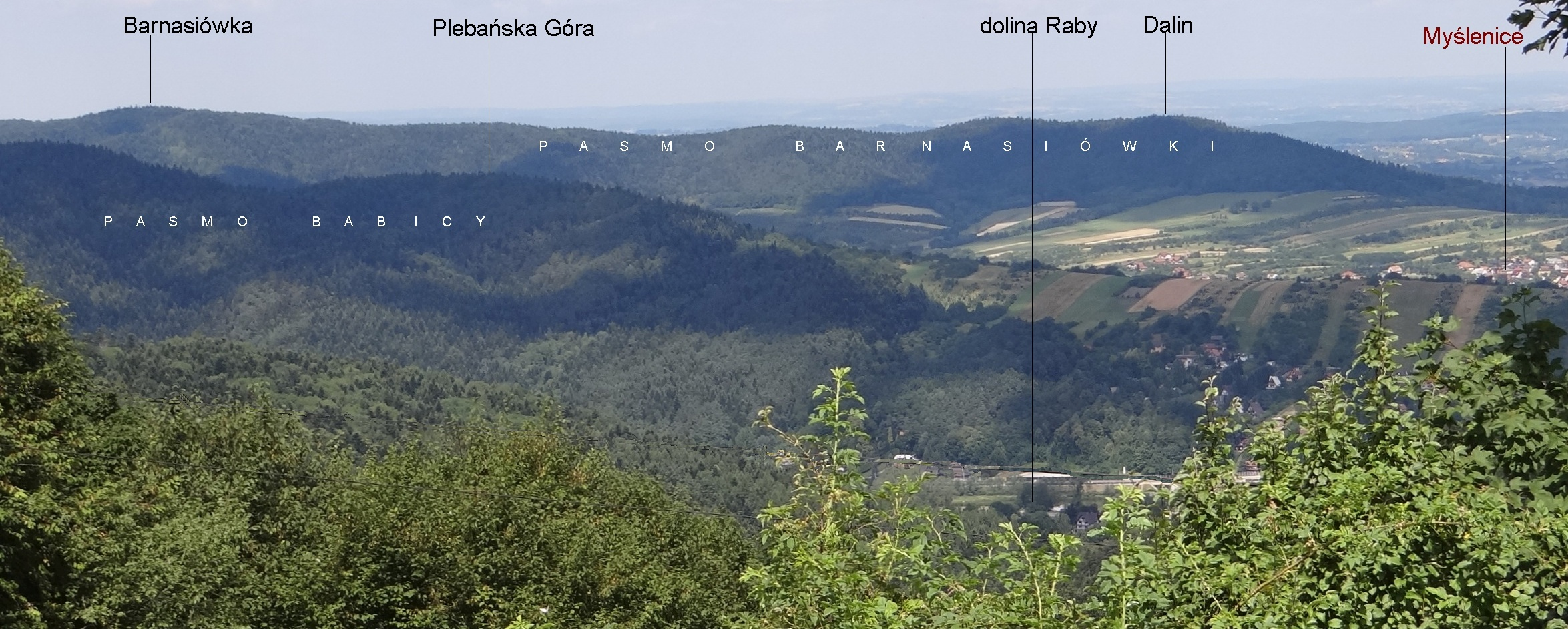
Widok na Pasmo Babicy i Pasmo Barnasiówki z góry Chełm w Myślenicach

Pasmo Barnasiówki – pasmo wzniesień po zachodniej stronie Myślenic. Według naukowo opracowanej przez Jerzego Kondrackiego regionalizacji Polski należy do Pogórza Wielickiego.
Pasmo Barnasiówki ciągnie się od doliny Gościbi w Sułkowicach w północno-wschodnim kierunku po „zakopiankę” w Myślenicach. W kierunku tym wyróżnia się na nim wiele wzniesień, tylko nielicznym z nich nadano nazwy: 534 m, Pisana (545 m), 545 m, Kaniowa Góra (543 m), 548 m, 535 m, 555 m, 548 m, 559 m, 545 m, 552 m, Barnasiówka (566 m), 550 m, 499 m, 505 m, Dalin (506 m).
Przez pasmo Barnasiówki przebiega dział wodny między zlewnią Skawinki (zachodnia i północno-wschodnia część pasma Barnasiówki) a zlewnią Raby (południowo-wschodnia część pasma). Południowe stoki pasma opadają do dolin dwóch potoków; część zachodnia do Jasieniczanki będącej dopływem Gościbi (w dorzeczu Skawinki), część wschodnia do Bysinki uchodzącej do Raby. Doliny tych potoków oddzielają pasmo Barnasiówki od Beskidu Makowskiego. Łączy się ono natomiast z nim przez grzbiet przełęczy Szklary, którą biegnie dział wodny Skawinki i Raby. Od północy stoki Pasma Barnasiówki opadają do doliny potoków Piegżówka (Rudnik) i Jaworniczka, oddzielających je od Pasma Bukowca.
Pasmo Barnasiówki jest porośnięte lasem, ale dolną część stoków zajmują pola uprawne i zabudowania miejscowości: Sułkowice i Rudnik, oraz Myślenice, Bysina, Jasienica, Jawornik. Również w górnej części stoków i na grzbiecie pasma było dawniej wiele polan i pól uprawnych, obecnie zarastających lasem. Grzbietem prowadzi szlak turystyczny.
W lesie na północnych stokach Pasma Barnasiówki, w miejscowości Rudnik znajduje się Diabelski Kamień – oryginalna skała w formie maczugi oraz mur skalny. Uprawiana jest na nich wspinaczka skalna i bouldering.

## Szlaki turystyczne
Przez szczyt Kaniowej Góry i całym grzbietem Pasma Barnasiówki biegną dwa szlaki turystyczne;
 Sułkowice – Pisana – Kaniowa Góra – Barnasiówka – Dalin – Myślenice. Odległość 12 km, suma podejść 376 m, suma zejść 350 m, czas przejścia czas przejścia 3 godz. 38 min, z powrotem 3 godz. 50 min
 Beskidzki szlak św. Jakuba
 dojściowy szlak od Diabelskiego Kamienia na szczyt Kaniowskiej Góry.